# Sclerophrys capensis
Sclerophrys capensis – gatunek afrykańskiego płaza bezogonowego z rodziny ropuchowatych (Bufonidae).

## Taksonomia
Gatunek został opisany w 1838 roku przez Johanna von Tschudiego na podstawie jednego okazu odkrytego na obszarze ówczesnej Kolonii Przylądkowej (obecnie Południowa Afryka). Autor nadał gatunkowi nazwę Sclerophrys capensis, tworząc dla niego nowy rodzaj – Sclerophrys. Do XXI wieku okaz ten nie był przedmiotem dalszych badań, które pozwoliłyby określić jego pozycję filogenetyczną w obrębie rodziny ropuchowatych. Dopiero badania okazu holotypowego Sclerophrys capensis przeprowadzone przez Ohler i Dubois (2016) doprowadziły autorów do odkrycia, że gatunek ten jest starszym synonimem gatunku Amietophrynus rangeri (pierwotnie zaliczanego do rodzaju Bufo).

## Występowanie
Zwierzę spotkać można na południu Afryki. Jego zasięg występowania obejmuje większą część wybrzeża w Republice Południowej Afryki (oprócz zachodniego), wschód i spory obszar na północy tego kraju całe terytorium Lesotho oraz północne, zachodnie i południowe Eswatini. Być może Sclerophrys capensis żyje też w Botswanie, Namibii, Zimbabwe i Mozambiku, czego nie dowiedziono.
Zamieszkuje tereny trawiaste, sawanny, wrzosowiska, gęste, acz suche lasy. Radzi sobie także na terenach zmienionych rolniczo.

## Rozmnażanie
Przebiega w wodach słodkich zarówno płynących o powolnym nurcie, jak i stojących, przy czym gatunek ten preferuje zbiorniki istniejące stale przez cały rok.

## Status
Zwierzę jest raczej pospolite, ale jego liczebność spada.
Gatunek ten prawdopodobnie krzyżuje się z pokrewnym gatunkiem Sclerophrys gutturalis, który też lepiej radzi sobie w rolniczym otoczeniu i wypiera go.